# Echinopodium nigricoxa
Echinopodium nigricoxa är en tvåvingeart som beskrevs av Freeman 1951. Echinopodium nigricoxa ingår i släktet Echinopodium och familjen svampmyggor. Inga underarter finns listade i Catalogue of Life.